# Langue OSV
| Ordre                                                     | Résultat en français | Proportion            | Exemples              |
| --------------------------------------------------------- | -------------------- | --------------------- | --------------------- |
| SOV                                                       | il la pomme mange    | 45 %                  | Japonais, latin, turc |
| SVO                                                       | il mange la pomme    | 42 %                  | Français, mandarin    |
| VSO                                                       | mange il la pomme    | 9 %                   | Irlandais, arabe      |
| VOS                                                       | mange la pomme il    | 3 %                   | Malgache, baure       |
| OVS                                                       | la pomme mange il    | 1 %                   | Apalai, hixkaryana    |
| OSV                                                       | la pomme il mange    | {\displaystyle <} 1 % | Warao, vieux norrois  |
| Proportions calculées sur 402 langues par Tomlin (1986),. |                      |                       |                       |

Une langue OSV est, en typologie syntaxique, une langue dont les phrases suivent généralement un ordre objet-sujet-verbe.
Malgré sa rareté, cette syntaxe a été rendue célèbre dans la culture populaire grâce à Yoda, personnage de fiction qui parle de cette façon dans l'univers Star Wars.

## Fréquence
Cet ordre est le plus rare. Les chiffres peuvent varier selon les sources, notamment car les classifications linguistiques ne sont pas toujours consensuelles.
Dans son étude sur 402 langues publiée en 1986, le linguiste Russell S. Tomlin n'en dénombre aucune dans ce cas. Le World Atlas of Language Structures (WALS), qui répertorie 565 langues, mentionne 4 langues concernées par cette syntaxe, soit moins de 1 % des langues : le nadëb, le warao, le tobati et le ngathana. Jean-Pierre Minaudier n'en considère pour sa part que trois : le warao, le tobati et le dyirbal.

## Utilisation majeure
Trois langues amérindiennes d'Amazonie sont de ce type : le nadëb, le warao et le xavánte[réf. nécessaire]. 
Deux langues aborigènes d'Australie fonctionnent de la même façon : le dyirbal et le ngathana. 
Une langue austronésienne de Papouasie, le tobati, où s'est produit une évolution récente, utilise également cette syntaxe. 
Une langue construite, le kotava, utilise aussi cette typologie habituellement[réf. nécessaire]. C'est également le cas des langues des signes britannique et américaine[réf. nécessaire].

## Utilisation mineure
Cette façon de concevoir la phrase est particulièrement rare. Elle peut intervenir occasionnellement dans des circonstances particulières dans plusieurs langues : arabe, anglais, allemand, hébreu, yiddish, hongrois, turc, coréen, japonais, malayalam ou encore nahuatl. Par exemple, en anglais, cette syntaxe peut être utilisée dans une phrase indiquant un contraste avec la conjonction « but », comme dans la phrase « I hate oranges but apples I'll eat ».
Cette syntaxe est surtout célèbre grâce à la fiction car Yoda, le maître Jedi de Star Wars, parle ainsi : « La force, tu dois apprendre ! » (« The Force you must learn ! »).

## Ordre des mots non marqués
Les phrases non marquées utilisent rarement OSV et donc utilisent un ordre de mots normal sans emphase. Les langues du bassin amazonien telles que xavánte, jamamadí, apurinã, kayabí (en) et nadëb utilisent toutes l'OSV comme ordre de mots par défaut.   
| anana                      | nota | apa           |
| Un ananas                  | je   | Vais chercher |
| Je vais chercher un ananas |      |               |

La langue des signes britannique (BSL) utilise rarement OSV, mais lorsque la structure de commentaire de sujet n'est pas l'ordre des mots par défaut, alors OSV est utilisé.

## Mots marqués

### Langue des signes américaine
L'American sign language (ASL) utilise couramment OSV dans la topicalisation, un instrument de syntaxe qui établit une expression en tant que phrase ou sujet de la clause. Bien que SVO soit utilisé en langue des signes, OSV est plus fréquent, surtout pour décrire une scène ou un événement ou pour représenter des verbes. L'ordre des mots dans l'ASL change en fonction de l'objectif de la phrase ou du contexte. SVO est utilisé principalement pour des phrases directes, brèves ou non descriptives.

### Anglais et allemand
L'utilisation d'OSV est relativement identique en anglais et en allemand. Il s'emploie surtout dans les clauses relatives dont le pronom relatif est l'objet direct ou indirect : « What I do is my own business » (anglais) et « Was ich mache, ist meine Angelegenheit » (allemand). OSV peut également être utilisé dans le futur en anglais ou en contraste avec la contraction but (mais) : « Rome I shall see! » et « I hate oranges but apples I'll eat! »  

### Hébreu
OSV est utilisé en hébreu moderne pour souligner le sujet de la phrase. Par exemple, « אני אוהב אותה » signifierait « Je l'aime », « אותה אני אוהב » signifierait « C'est elle que j'aime ». OSV implique le mouvement de l'objet devant le sujet, mettant ainsi l'accent sur le sujet plus que sur l'objet. Il existe de nombreuses théories expliquant pourquoi OSV est utilisé en hébreu : il peut y avoir eu une certaine influence germanique sur la langue (via le yiddish) parce que l'anglais juif[Quoi ?] utilise une construction similaire : « You, I like, kid ».

### Hongrois
Le hongrois est différent de la plupart des langues en ce qui concerne l'ordre des mots. L'ouvrage Transactions on Computational Collective Intelligence XVII souligne que c'est une langue agglutinante, et il n'y a donc pas d'ordre dominant des mots. Par conséquent, en augmentant l'utilisation de OSV[pas clair]. En hongrois, OSV met le plus souvent l'accent sur le sujet : « A szócikket én szerkesztettem » (L'article / je / ai édité ; ce qui signifie « C'était moi, pas quelqu'un d'autre, qui éditait l'article »).

### Japonais et coréen
Tout comme le hongrois, le japonais est une langue qui utilise principalement l'ordre des mots libres. SOV est utilisé pour la plupart des structures de phrases, mais OSV est fréquent si le sujet de la phrase est traité de façon topicalisée. L'ordre des mots est relativement libre si le verbe est à la fin. Le coréen est une langue qui procède de la même façon.

### Malayalam
OSV est rarement utilisé en malayalam, mais c'est le seul autre ordre de mots qui est acceptable avec SOV. OSV se produit dans les clauses interrogatives lorsque le mot interrogatif est le sujet.

### Turc
Tout comme en hongrois, OSV est utilisé en turc pour mettre l'accent sur le sujet : « Yemeği ben pişirdim » ( Le repas / j'ai / cuisiné ; ce qui signifie « C'était moi, non quelqu'un d'autre, qui cuisinait le repas »).

## Voir  aussi